# سوخديف باتيل
سوخديف باتيل (بالإنجليزية: Sukhdev Patil)‏ هو لاعب كرة قدم هندي في مركز حراسة المرمى، ولد في 23 نوفمبر 1998 في كولهابور في الهند. لعب مع نادي بونه.

## وصلات خارجية
- سوخديف باتيل على موقع Soccerway.com (الإنجليزية)